# Скортиа, Томас
Томас Николас Скортия (англ. Thomas Nicholas Scortia; 29 августа 1926, Олтон (Иллинойс) — 29 апреля 1986, Ла-Верн, Калифорния, США) — американский писатель-фантаст, автор технотриллеров. Учёный-химик.

## Биография
Изучал химию в Университете Вашингтона в Сент-Луисе. Там же получил научную степень в области химии. В 1950-х—1960-х годах работал в области исследований твердого топлива в авиационно-космической промышленности. Имеет патент на изобретение топлива, используемого одним из космических аппаратов, отправленных к Юпитеру.
В начале 1970-х годов во время роста безработицы, занялся профессионально писательским творчеством.
Друг Р. Хайнлайна.
Умер от лейкемии, вызванной воздействием радиации во время участия в наблюдениях на ранних этапах ядерных испытаний.

## Творчество
Печатался с 1970 г.
Автор ряда научно-фантастических произведений и технотриллеров. Несколько романов написал вместе с Фрэнком М. Робинсоном.

## Романы
- What Mad Oracle?: A Novel of the World As It Is (1961)
- Artery of Fire (1972)
- The Glass Inferno (1974) (в соавт. с Фрэнком М. Робинсоном)
- Earthwreck! (1974)
- The Prometheus Crisis (1975) (в соавт. с Фрэнком М. Робинсоном)
- The Nightmare Factor (1978) (в соавт. с Фрэнком М. Робинсоном)
- The Gold Crew (1980) (в соавт. с Фрэнком М. Робинсоном)
- Blowout (1987) (в соавт. с Фрэнком М. Робинсоном)

## Сборники
- Caution: Inflammable (1976)
- The best of Thomas N. Scortia (1981)

Технотриллер «Glass Inferno» (в соавт. с Фрэнком М. Робинсоном) экранизирован в 1974 году, как фильм-катастрофа «Ад в поднебесье» и был удостоен трёх премий «Оскар», а также BAFTA и «Золотой глобус». В соавторстве ним же, по роману-триллеру «The Gold Crew» был в 1986 году снят мини-сериал NBC под названием «The Fifth Missile».
Использовал псевдонимы: Скотт Николс, Джералд Макдоу и Артур Р. Курц.